# Discografia de Aurora
A discografia de Aurora, uma cantora, compositora e produtora musical norueguesa, é composta por cinco álbuns de estúdio, um EP, cinquenta singles e vinte e sete videoclipes. Seu álbum de estreia, All My Demons Greeting Me as a Friend, liderou a VG-Lista, parada de álbuns da Noruega, por duas semanas consecutivas. Os álbuns posteriores alcançaram as posições de número sete, quatro, um e cinco, respectivamente.

## Álbuns

### Álbuns de estúdio
| Álbum                                                                                         | Detalhe do álbum | Melhores posições nas tabelas musicais | Melhores posições nas tabelas musicais | Melhores posições nas tabelas musicais | Melhores posições nas tabelas musicais | Melhores posições nas tabelas musicais | Melhores posições nas tabelas musicais | Melhores posições nas tabelas musicais | Melhores posições nas tabelas musicais | Certificações          |
| Álbum                                                                                         | Detalhe do álbum | NOR                                    | BEL                                    | ALE                                    | IRL                                    | HOL                                    | SUI                                    | GBR                                    | EUA                                    | Certificações          |
| --------------------------------------------------------------------------------------------- | --- | -------------------------------------- | -------------------------------------- | -------------------------------------- | -------------------------------------- | -------------------------------------- | -------------------------------------- | -------------------------------------- | -------------------------------------- | ---------------------- |
| All My Demons Greeting Me as a Friend                                                         | - Lançamento: 11 de março de 2016 - Gravadora: Decca, Glassnote - Formatos: CD, disco de vinil, download digital, streaming    | 1                                      | 51                                     | 24                                     | 66                                     | 17                                     | 41                                     | 28                                     | 150                                    | - IFPI NOR: 2× Platina |
| Infections of a Different Kind (Step 1)                                                       | - Lançamento: 28 de setembro de 2018 - Gravadora: Decca, Glassnote - Formatos: CD, disco de vinil, download digital, streaming | 7                                      | —                                      | —                                      | —                                      | —                                      | —                                      | —                                      | —                                      | - IFPI NOR: 1× Platina |
| A Different Kind of Human (Step 2)                                                            | - Lançamento: 7 de junho de 2019 - Gravadora: Decca, Glassnote - Formatos: CD, disco de vinil, download digital, streaming     | 4                                      | 172                                    | 58                                     | —                                      | —                                      | 54                                     | 32                                     | —                                      | - IFPI NOR: 1× Platina |
| The Gods We Can Touch                                                                         | - Lançamento: 21 de janeiro de 2022 - Gravadora: Decca, Glassnote - Formatos: CD, disco de vinil, download digital, streaming  | 1                                      | 25                                     | 11                                     | —                                      | 28                                     | 16                                     | 8                                      | –                                      |                        |
| What Happened to the Heart?                                                                   | - Lançamento: 7 de junho de 2024 - Gravadora: Decca, Glassnote - Formatos: CD, disco de vinil, download digital, streaming     | 5                                      | 15                                     | 10                                     | 20                                     | 9                                      | 81                                     | 8                                      | —                                      |                        |
| "—" indica que a gravação não foi incluída nas paradas ou não foi distribuída naquela região. | |                                        |                                        |                                        |                                        |                                        |                                        |                                        |                                        |                        |

## EPs
| Álbum                   | Detalhe do álbum | Certificações          |
| ----------------------- | --- | ---------------------- |
| Running with the Wolves | - Lançamento: 3 de maio de 2015 - Gravadora: Decca, Glassnote - Formatos: Disco de vinil, download digital, streaming | - IFPI NOR: 1× Platina |

## Singles

### Como artista principal
| Ano                                                                                           | Canção                                             | Posições em paradas musicais | Posições em paradas musicais | Posições em paradas musicais | Posições em paradas musicais | Posições em paradas musicais | Posições em paradas musicais | Posições em paradas musicais | Posições em paradas musicais | Certificações                                          | Álbum                                   |
| Ano                                                                                           | Canção                                             | NOR                          | BEL                          | ALE                          | IRL                          | HOL                          | SUI                          | GBR                          | EUA                          | Certificações                                          | Álbum                                   |
| --------------------------------------------------------------------------------------------- | -------------------------------------------------- | ---------------------------- | ---------------------------- | ---------------------------- | ---------------------------- | ---------------------------- | ---------------------------- | ---------------------------- | ---------------------------- | ------------------------------------------------------ | --------------------------------------- |
| 2012                                                                                          | "Puppet"                                           | —                            | —                            | —                            | —                            | —                            | —                            | —                            | —                            |                                                        | Adicionado à nenhum álbum               |
| 2013                                                                                          | "Awakening"                                        | —                            | —                            | —                            | —                            | —                            | —                            | —                            | —                            |                                                        | Running with the Wolves                 |
| 2014                                                                                          | "Under Stars"                                      | —                            | —                            | —                            | —                            | —                            | —                            | —                            | —                            |                                                        | Running with the Wolves                 |
| 2015                                                                                          | "Runaway"                                          | 14                           | 2                            | 30                           | 59                           | 53                           | 21                           | 25                           | —                            | - IFPI NOR: 1× Platina - BPI: 1× Prata - RIAA: 1× Ouro | All My Demons Greeting Me as a Friend   |
| 2015                                                                                          | "Running with the Wolves"                          | —                            | —                            | 72                           | —                            | —                            | —                            | —                            | —                            | - IFPI NOR: 1× Platina                                 | All My Demons Greeting Me as a Friend   |
| 2015                                                                                          | "Murder Song (5,4,3,2,1)"                          | —                            | —                            | —                            | —                            | —                            | —                            | —                            | —                            |                                                        | All My Demons Greeting Me as a Friend   |
| 2015                                                                                          | "Half the World Away"                              | —                            | —                            | —                            | 22                           | —                            | —                            | 11                           | —                            | - IFPI NOR: 1× Platina - BPI: 1× Prata                 | All My Demons Greeting Me as a Friend   |
| 2016                                                                                          | "Conqueror"                                        | —                            | —                            | —                            | —                            | —                            | —                            | —                            | —                            | - IFPI NOR: 1× Platina                                 | All My Demons Greeting Me as a Friend   |
| 2016                                                                                          | "Warrior"                                          | —                            | —                            | —                            | —                            | —                            | —                            | —                            | —                            |                                                        | All My Demons Greeting Me as a Friend   |
| 2016                                                                                          | "I Went Too Far"                                   | —                            | —                            | —                            | —                            | —                            | —                            | —                            | —                            | - IFPI NOR: 1× Ouro                                    | All My Demons Greeting Me as a Friend   |
| 2016                                                                                          | "Winter Bird"                                      | —                            | —                            | —                            | —                            | —                            | —                            | —                            | —                            |                                                        | All My Demons Greeting Me as a Friend   |
| 2016                                                                                          | "Life on Mars"                                     | —                            | —                            | —                            | —                            | —                            | —                            | —                            | —                            |                                                        | Trilha sonora de Girls                  |
| 2018                                                                                          | "Scarborough Fair"                                 | —                            | —                            | —                            | —                            | —                            | —                            | —                            | —                            |                                                        | CD Deus Salve o Rei                     |
| 2018                                                                                          | "Queendom"                                         | —                            | —                            | —                            | —                            | —                            | —                            | —                            | —                            |                                                        | Infections of a Different Kind (Step 1) |
| 2018                                                                                          | "Forgotten Love"                                   | —                            | —                            | —                            | —                            | —                            | —                            | —                            | —                            |                                                        | Infections of a Different Kind (Step 1) |
| 2019                                                                                          | "Animal"                                           | —                            | —                            | —                            | —                            | —                            | —                            | —                            | —                            |                                                        | A Different Kind of Human (Step 2)      |
| 2019                                                                                          | "The Seed"                                         | —                            | —                            | —                            | —                            | —                            | —                            | —                            | —                            |                                                        | A Different Kind of Human (Step 2)      |
| 2019                                                                                          | "The River"                                        | —                            | —                            | —                            | —                            | —                            | —                            | —                            | —                            |                                                        | A Different Kind of Human (Step 2)      |
| 2019                                                                                          | "A Different Kind of Human"                        | —                            | —                            | —                            | —                            | —                            | —                            | —                            | —                            |                                                        | A Different Kind of Human (Step 2)      |
| 2019                                                                                          | "Apple Tree" (Original ou remix de Georgia Barnes) | —                            | 45                           | —                            | —                            | —                            | —                            | —                            | —                            |                                                        | A Different Kind of Human (Step 2)      |
| 2019                                                                                          | "Daydreamer"                                       | —                            | —                            | —                            | —                            | —                            | —                            | —                            | —                            |                                                        | A Different Kind of Human (Step 2)      |
| 2019                                                                                          | "Into the Unknown" (com Idina Menzel)              | —                            | 15                           | —                            | 31                           | —                            | —                            | 19                           | 46                           | - BPI: 1× Ouro - MC: 1× Platina                        | Frozen 2 (trilha sonora)                |
| 2020                                                                                          | "Into the Unknown" (versão solo)                   | —                            | —                            | —                            | —                            | —                            | —                            | —                            | —                            |                                                        | Adicionado à nenhum álbum               |
| 2020                                                                                          | "Walking in the Air"                               | —                            | —                            | —                            | —                            | —                            | —                            | —                            | —                            |                                                        | Adicionado à nenhum álbum               |
| 2020                                                                                          | "Exist for Love"                                   | —                            | —                            | —                            | —                            | —                            | —                            | —                            | —                            |                                                        | Adicionado à nenhum álbum               |
| 2020                                                                                          | "The Secret Garden"                                | —                            | —                            | —                            | —                            | —                            | —                            | —                            | —                            |                                                        | Trilha sonora de The Secret Garden      |
| 2020                                                                                          | "Stjernestøv"                                      | 17                           | —                            | —                            | —                            | —                            | —                            | —                            | —                            | - IFPI NOR: 1× Ouro                                    | Adicionado à nenhum álbum               |
| 2021                                                                                          | "Cure for Me"                                      | —                            | —                            | —                            | —                            | —                            | —                            | —                            | —                            |                                                        | Adicionado à nenhum álbum               |
| "—" indica que a gravação não foi incluída nas paradas ou não foi distribuída naquela região. |                                                    |                              |                              |                              |                              |                              |                              |                              |                              |                                                        |                                         |

### Como artista em destaque
| Ano  | Canção                       | Artista(s) | Álbum                     |
| ---- | ---------------------------- | ---------- | ------------------------- |
| 2014 | "Her"                        | Bunny Suit | The Mud Here Has Memories |
| 2014 | "Born Screaming / Die Quiet" | Bunny Suit | The Mud Here Has Memories |
| 2018 | "Ascension"                  | Atella     | Beacon One EP             |

## Créditos de composição
| Ano  | Canção                 | Artista principal     | Álbum              | Co-escrito com                                                          |
| ---- | ---------------------- | --------------------- | ------------------ | ----------------------------------------------------------------------- |
| 2015 | "In the Light"         | Lena                  | Crystal Sky        | Ian Barter, Norma Jean Martine, Katrina Noorbergen, Laila Samuelsen     |
| 2016 | "3 Miles High"         | Travis                | Everything at Once | Fran Healy                                                              |
| 2019 | "Eve of Destruction"   | The Chemical Brothers | No Geography       | Edward Simons, Thomas Rowlands, James Calloway, Leroy Jackson Jr., Nene |
| 2019 | "Bango"                | The Chemical Brothers | No Geography       | Edward Simons, Thomas Rowlands                                          |
| 2019 | "The Universe Sent Me" | The Chemical Brothers | No Geography       | Edward Simons, Thomas Rowlands                                          |
| 2019 | "To Be Loved"          | Askjell               | To Be Loved        | Askjell Solstrand                                                       |

## Vídeos musicais
| Título                        | Ano                    | Diretor(es)               | Ref.                   |                        |
| Como artista principal        | Como artista principal | Como artista principal    | Como artista principal | Como artista principal |
| ----------------------------- | ---------------------- | ------------------------- | ---------------------- | ---------------------- |
| "Runaway"                     | 2015                   | Kenny McCracken           | [ 14 ]                 |                        |
| "Running with the Wolves"     | 2015                   | Scratch                   | [ 15 ]                 |                        |
| "Murder Song (5, 4, 3, 2, 1)" | 2015                   | Kenny McCracken           | [ 16 ]                 |                        |
| "Half the World Away"         | 2015                   | Kenny McCracken           | [ 17 ]                 |                        |
| "Conqueror"                   | 2016                   | Kenny McCracken           | [ 18 ]                 |                        |
| "I Went Too Far"              | 2016                   | Arni & Kinski             | [ 19 ]                 |                        |
| "Winter Bird"                 | 2016                   | Simon Thirlaway           | [ 20 ]                 |                        |
| "Queendom"                    | 2018                   | Kinga Burza               | [ 21 ]                 |                        |
| "Animal"                      | 2019                   | Tim Mattia                | [ 22 ]                 |                        |
| "The Seed"                    | 2019                   | Michael Hali              | [ 23 ]                 |                        |
| "The River"                   | 2019                   | Nick Walters              | [ 24 ]                 |                        |
| "Eve of Destruction"          | 2019                   | Marcus Lyall e Adam Smith | [ 25 ]                 |                        |
| "Apple Tree"                  | 2019                   | Rianne White              | [ 26 ]                 |                        |
| "To Be Loved"                 | 2019                   | Sophia + Robert           | [ 27 ]                 |                        |
| "Exist For Love"              | 2020                   | AURORA                    | [ 28 ]                 |                        |
| "Cure For Me"                 | 2021                   | Sigurd Fossen e AURORA    | [ 29 ]                 |                        |